# William O. Raymond
William Odber Raymond (3 de febrero de 1853 - 24 de noviembre de 1923) fue un clérigo e historiador canadiense de Nuevo Brunswick. Mientras se desempeñaba como rector en Saint John, contribuyó a escribir y editar obras históricas del asentamiento leal en New Brunswick, habiendo pasado varios años contribuyendo y sirviendo como presidente de la Sociedad Histórica de Nuevo Brunswick. Su escrito de 1905 Glimpses of the Past: History of the River St. John contiene un registro de lo que probablemente sea el primer individuo negro conocido en lo que hoy es Nuevo Brunswick.

## Biografía
Raymond nació el 3 de febrero de 1853 en Lower Woodstock, Nuevo Brunswick, de padres Charles William Raymond y Elizabeth Mary Carman. Asistió a la Universidad de Nuevo Brunswick después de recibir la beca del condado de Carleton y recibió una licenciatura en matemáticas y ciencias naturales en 1876.  Posteriormente, estudió teología con el obispo John Medley, fue ordenado diácono en 1877 y sacerdote al año siguiente. Ministró en la parroquia de Stanley, condado de York, durante los siguientes seis años, donde se casó con Julia Nelson y luego tuvieron dos hijos juntos.
En 1884, Raymond se convirtió en rector de la Iglesia de Santa María en Saint John, durante la cual se convirtió en archidiácono de Saint John en 1908. Además de su trabajo administrativo, Raymond contribuyó en gran medida a los escritos históricos. Durante casi 20 años, contribuyó a la Sociedad Histórica de Nuevo Brunswick y, además, fue su presidente durante varios años. Raymond también hizo grandes contribuciones a la edición de los Winslow Papers, un registro significativo del asentamiento leal en Nuevo Brunswick.
Escribió Glimpses of the Past: History of the River St. John, que documenta la historia del río Saint John. Además, contiene probablemente el primer registro conocido de un individuo negro en lo que hoy es Nuevo Brunswick, quien, como lo describe Raymond como «probablemente el primero de su raza en poner un pie dentro de las fronteras de Nuevo Brunswick», había sido llevado a la fuerza  de las colonias de Nueva Inglaterra a Fort Nashwaak por los franceses antes de ser recuperado durante un ataque liderado por Nueva Inglaterra. En 1910, Raymond publicó una versión revisada.
En 1916, Raymond se retiró de su puesto de rector debido al deterioro de su salud. Él y su familia se mudaron a Toronto después de haberse mudado previamente a Míchigan y Vancouver, donde dio una conferencia en el Instituto de Vancouver. El 24 de noviembre de 1923, Raymond murió en Toronto.